# برنهارد فورستر
برنهارد فورستر (بالألمانية: Bernhard Förster)‏ هو تربوي ومؤلف وسياسي ألماني، ولد في 31 مارس 1843 بدليتسش في ألمانيا، وتوفي في 3 يونيو 1889 في باراغواي بسبب تسمم.